# Johannes Hazeu
Johannes Hazeu Corneliszoon (Schoonhoven, 15 februari 1755 - Haarlem, 25 november 1834) was een in Amsterdam werkzame dichter, boekhandelaar, drukker en uitgever. Hij schreef een groot aantal werken, waaronder veel boekjes voor kinderen. Hij is tevens bekend geworden door de zogenoemde Hazeuliederen, religieuze liederen die werden gezongen als alternatief voor de psalmen.
Hazeu was rond 1800 al bekend van zijn boeken voor kinderen, maar in dezelfde periode schreef hij ook religieuze liedteksten. Zo berijmde hij de Heidelberger Catechismus. In 1806 publiceerde hij de liedbundel Nieuwe Stichtelijke Liederen voor de huisgezinnen en gezelschappen der Christenen. De liederen waren van melodieën voorzien van Dirk van der Reyden. In 1818 verscheen het tweede deel van deze zangbundel.
De beide bundels zijn sindsdien regelmatig herdrukt. De meest recente herdruk (door particulieren) dateert van 2008. De meeste herdrukken bevatten beide bundels in één boek.
Veel Hazeuliederen werden vierstemmig gezongen (op een zetting van componist Dirk van der Reyden in 1810), zonder instrumentale begeleiding. Deze vorm van zingen komt in Nederland nog maar sporadisch voor.
Slechts weinig liederen van Hazeu zijn bij het grote publiek bekend geworden en gebleven. Voor zover bekend zijn er nog maar drie koren in Nederland die deze specifieke liederen zingen: De Lofstem uit Middelharnis, Oud-Hallelujah uit Urk en de Hazeuzangers uit Zwolle en omstreken. Oud-Hallelujah heeft begin jaren 70 enkele lp's uitgebracht met deze liederen, waaronder Kracht in Zwakheid uit 1972, uitgebracht op het Mirasound label.
- Biografisch Portaal: 99288881
- Gemeinsame Normdatei: 133563030
- International Standard Name Identifier: 0000 0001 1702 4250
- Library of Congress Control Number: no2009021115
- Nederlandse Thesaurus van Auteursnamen: 07009683X
- Virtual International Authority File: 122299812
- WorldCat: E39PBJbxDM6B776rCTW64YxhpP